# Yūhei Satō (Politiker)

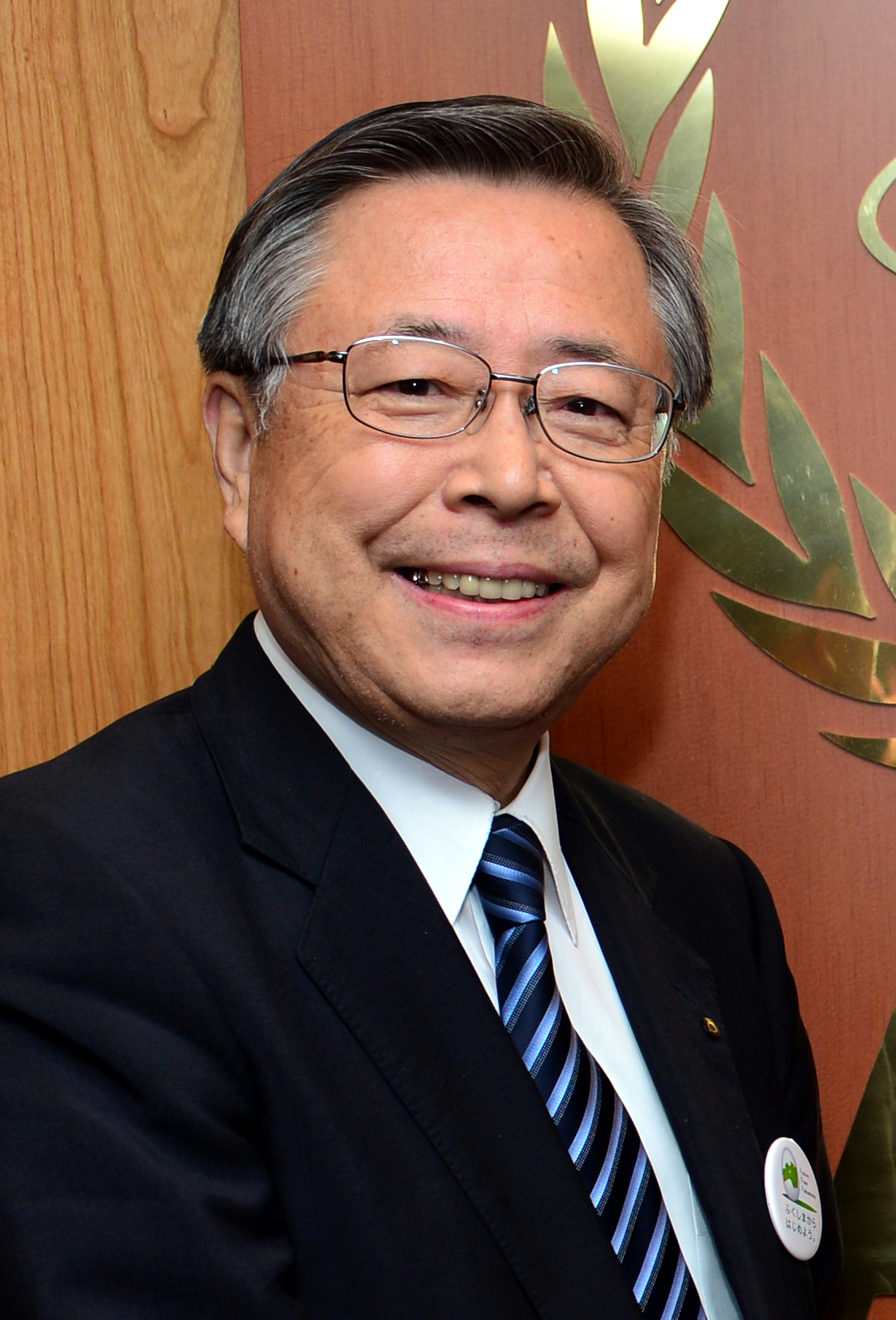
Yūhei Satō, 2012

Yūhei Satō (jap. 佐藤 雄平, Satō Yūhei; * 13. Dezember 1947 in Shimogō, Landkreis Süd-Aizu, Präfektur Fukushima) ist ein japanischer Politiker, ehemaliger Abgeordneter im Sangiin (Oberhaus) und für zwei Amtszeiten von 2006 bis 2014 Gouverneur von Fukushima.

## Leben
Satō absolvierte 1970 sein Studium an der wirtschaftswissenschaftlichen Fakultät der Universität Kanagawa. Er arbeitete bereits seit 1969 als Sekretär für seinen Onkel, den LDP-Abgeordneten Kōzō Watanabe. 1983 wurde er dessen Ministersekretär im Sozialministerium.
Bei der Sangiin-Wahl 1998 wurde Satō erstmals selbst in ein politisches Amt gewählt: Seine Kandidatur als Unabhängiger in Fukushima wurde von der Demokratischen Partei (DPJ) unterstützt. Er gewann den Zweimandatswahlkreis mit dem höchsten Stimmenanteil; 2004 wurde er, nun offiziell als Kandidat der Demokratischen Partei, wieder mit dem höchsten Stimmenanteil wiedergewählt. Im Oberhaus war er unter anderem Vorsitzender des Sonderausschusses für Okinawa und die Nördlichen Territorien und Mitglied im Haushaltsausschuss.
2006 legte er für die vorgezogene Gouverneurswahl in Fukushima sein Abgeordnetenmandat nieder. Der bisherige Amtsinhaber Eisaku Satō war wegen eines Bestechungsskandals um die Vergabe eines Dammbauprojekts im September 2006 zurückgetreten und im Oktober verhaftet worden. Yūhei Satōs Kandidatur als formell parteiloser Kandidat wurde von den damaligen Oppositionsparteien DPJ und SDP unterstützt. Die Wahl am 12. November gewann er mit 497.171 Stimmen gegen die LDP-gestützte Kandidatin Masako Mori (395.950 Stimmen) und zwei weitere Kandidaten. Am 31. Oktober 2010 wurde Satō unterstützt von DPJ, LDP, Kōmeitō, SDP, vom Gewerkschaftsbund Rengō Fukushima und Unternehmerverbänden mit überwältigender Mehrheit gegen nur einen kommunistischen Gegenkandidaten, Katsurō Satō, im Amt bestätigt. Die LDP Fukushima verzichtete auf einen eigenen Kandidaten, um vor den Regionalwahlen im April 2011 eine gute Zusammenarbeit mit dem Gouverneur zu erhalten.
2011 ereignete sich das Tōhoku-Erdbeben 2011, dessen Folgen weitgehend Satōs zweite Amtszeit bestimmten. Bei der Wahl 2014 trat Satō nicht mehr an, zum Nachfolger wurde Vizegouverneur Masao Uchibori gewählt.